# Pablo Berger

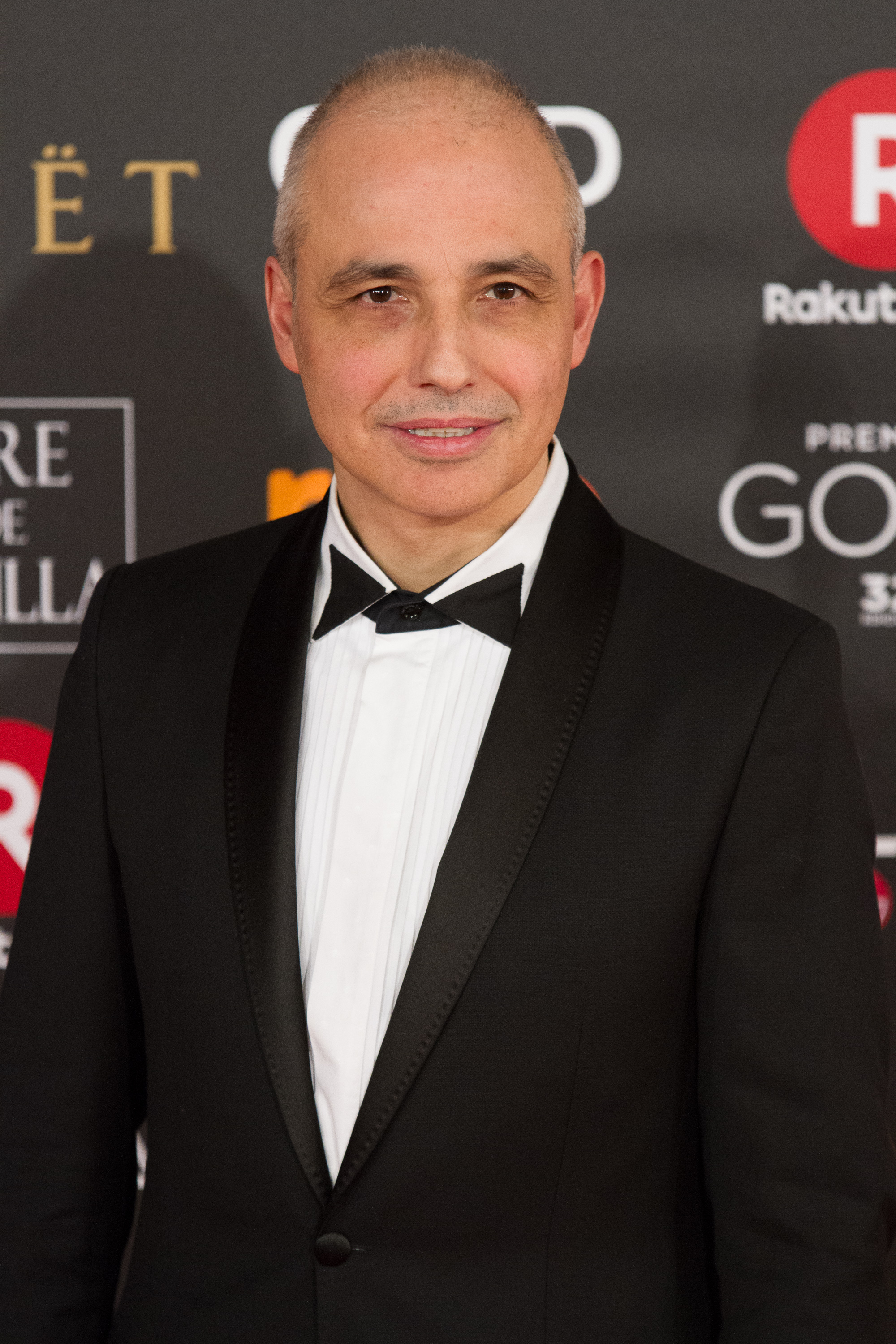
Pablo Berger beim Goya Filmpreis 2018.

Pablo Berger (* 1963 in Bilbao, Spanien) ist ein spanischer Drehbuchautor, Filmregisseur und Filmproduzent, der zu Anfang Videoclips machte und in der Werbung tätig war.

## Leben
Berger besuchte die Volks- und die Oberschule in Artxanda Trueba vor den Toren von Bilbao. Unter der Anleitung durch die Werbeleute Álex de la Iglesia und Ramon Barea führte er 1988 Regie bei seinem ersten Kurzfilm Mamá. Ein Stipendium der Provinzregierung der Vizcaya ermöglichte ihm, ein Masterstudium im Fach Film an der New York University in Manhattan aufzunehmen. Nach seiner Promotion arbeitete er als Professor für Management an der New York Film Academy.

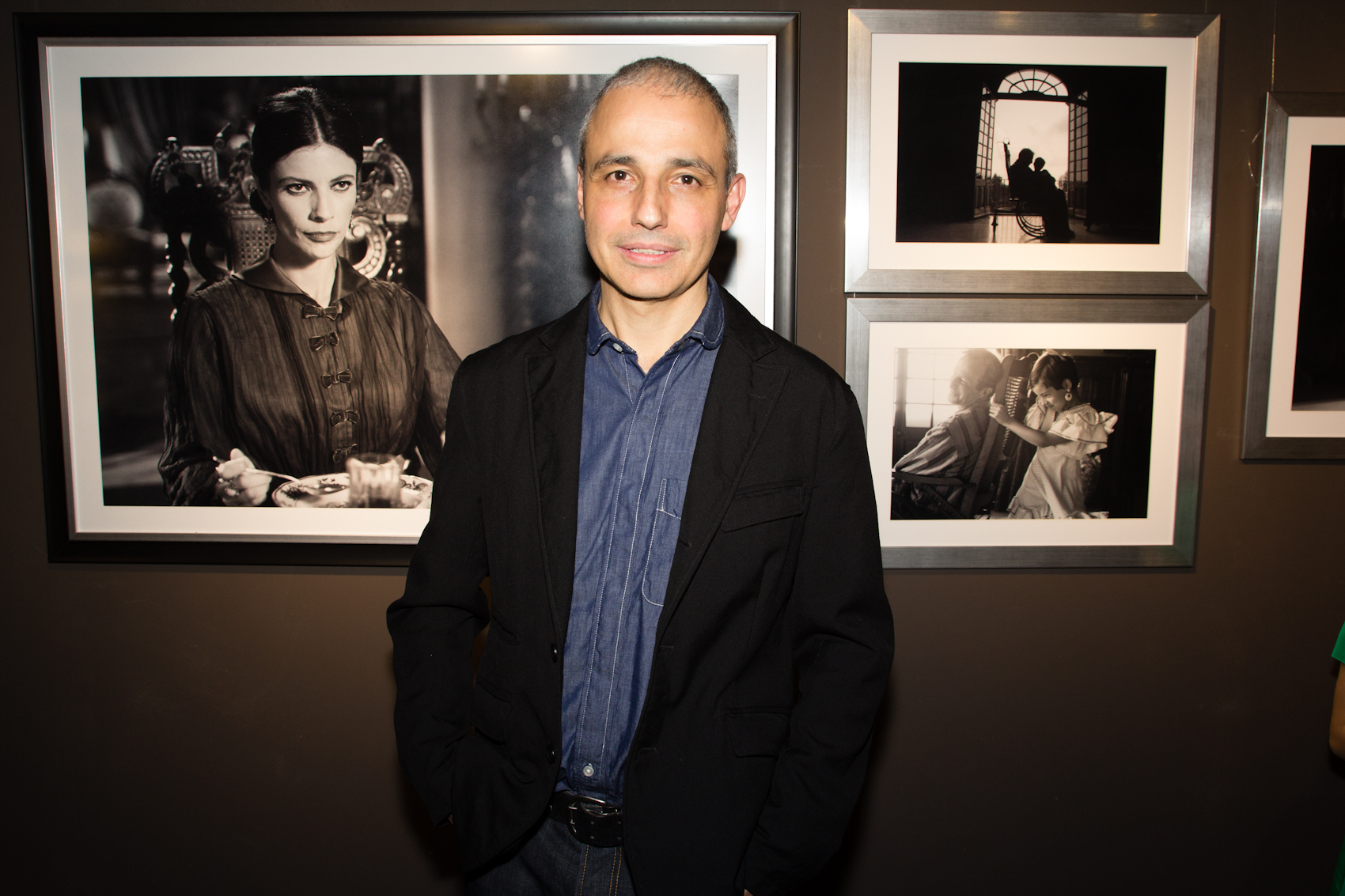
Pablo Berger, 2013

Berger war in der Folgezeit als Produzent von Videoclips und Musikproduzent tätig. 2003 entstand sein Film Torremolinos 73 mit Javier Cámara, Fernando Tejero und Candela Peña.
Bergers 2012 veröffentlichter Schwarz-Weiß-Film Blancanieves, bei dem er sowohl das Drehbuch schrieb als auch Regie führte, wurde in den Folgejahren in Spanien und international preisgekrönt. Hauptdarstellerin war Maribel Verdú. Am 5. Oktober 2015 wurde der Film von dem deutsch-französischen Fernsehsender arte gesendet.
Für die spanische Weihnachtslotterie 2013 produzierte Berger den Werbespot vor der Kulisse des Städtchens Pedraza mit Sängern wie Montserrat Caballé, Raphael, David Bustamante, Marta Sánchez und Niña Pastori, die zur Melodie Always on My Mind sangen.
2018 wurde er in die Academy of Motion Picture Arts and Sciences berufen, die jährlich die Oscars vergibt.
Der vom Berger inszenierte Animationsfilm Robot Dreams feierte 2023 seine Premiere.

## Preise und Auszeichnungen
Nominierungen
- 2004: Chlotrudis Awards/Beste Entdeckung mit Torremolinos 73.
- 2013: Goya/Beste Regie für Blancanieves.

Preise für Blancanieves
- 2012: Spezialpreis der Jury bei Festival Internacional de Cine de Donostia-San Sebastian.
- 2013: Cine Latino Award bei dem Palm Springs International Film Festival.
- 2013: Goya/Bester Film.
- 2013: Goya für das beste Original-Drehbuch.
- 2013: Spezialpreis der Jury beim Internationalen Filmfestival von Cartagena in Cartagena (Kolumbien):.
- 2013: Spezialpreis der Jury beim Internationalen Filmfestival Dublin, Irland.
- 2013: Europäischer Filmpreis/Beste Regie.